# Cima di e Follicie
La Cima di e Follicie est un sommet de Corse. C'est le plus haut sommet du cap Corse devant le Monte Stello (1 306 m). Il culmine à 1 324 m d'altitude.

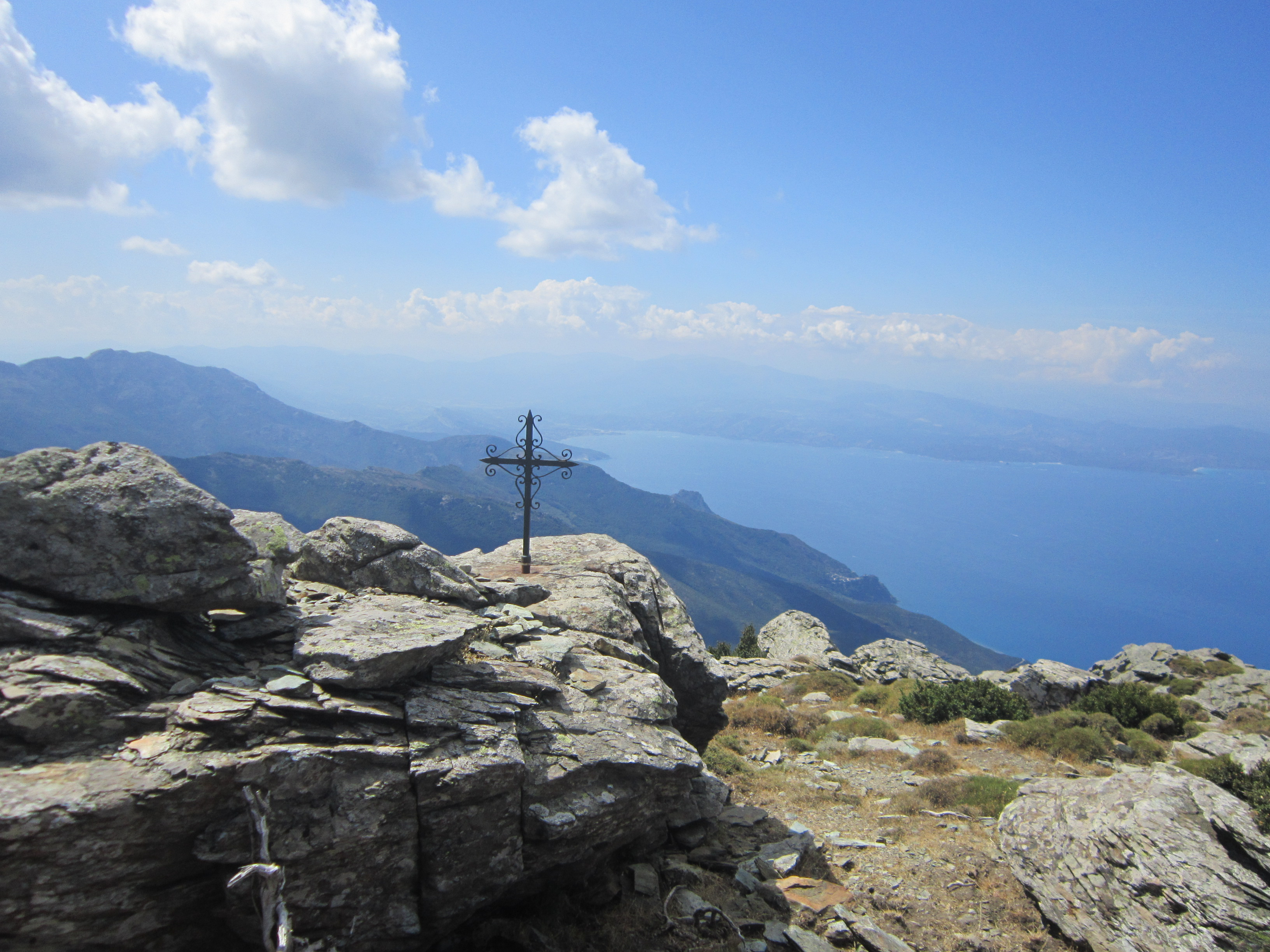
Croix au « faux sommet » de Cima di e Follicie

Parfois rapportée à 1 305 mètres, cette ancienne et fausse altitude qui la plaçait jusqu'à récemment en 2e position derrière le Monte Stello correspond probablement à la croix située une bonne quinzaine de mètres en dessous du sommet et qui figure d'ailleurs sur certaines photos censées représenter ce même sommet.  

## Ascension
Le départ pédestre se situe à Bocca San Ghjuvanni (col de Saint Jean ou col de San Giovanni), après une piste en terre mais carrossable qui traverse le cap Corse de Sisco à Olcani. Assez facilement, par une ligne de crête, on atteint le rocher de Pruberzulu, repérable très facilement car très caractéristique. Du sommet, on aperçoit le Monte Stello, montagne proche mais légèrement inférieure en altitude :

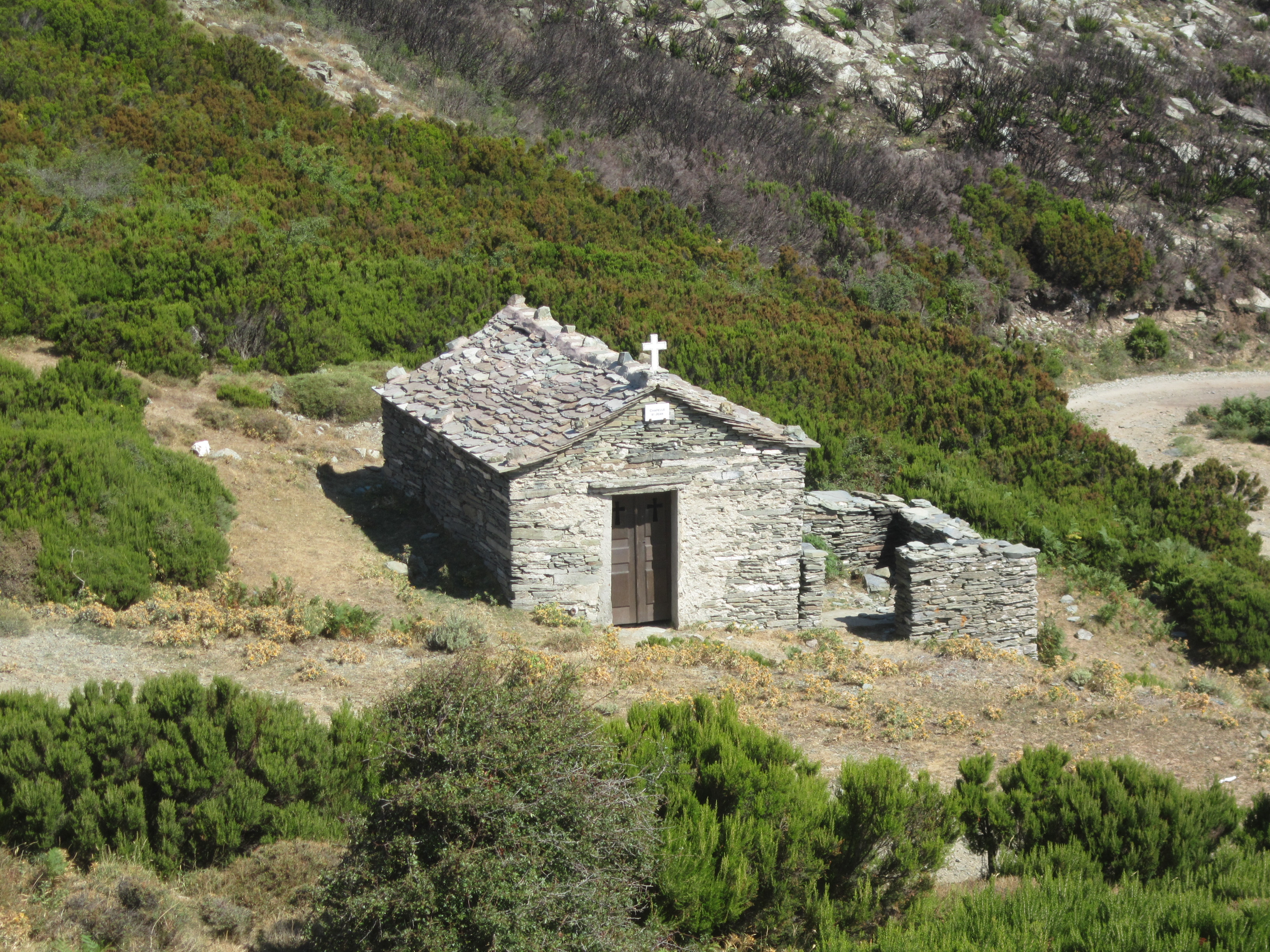
Chapelle de San Ghjuvà à Bucca di San Ghjuvà
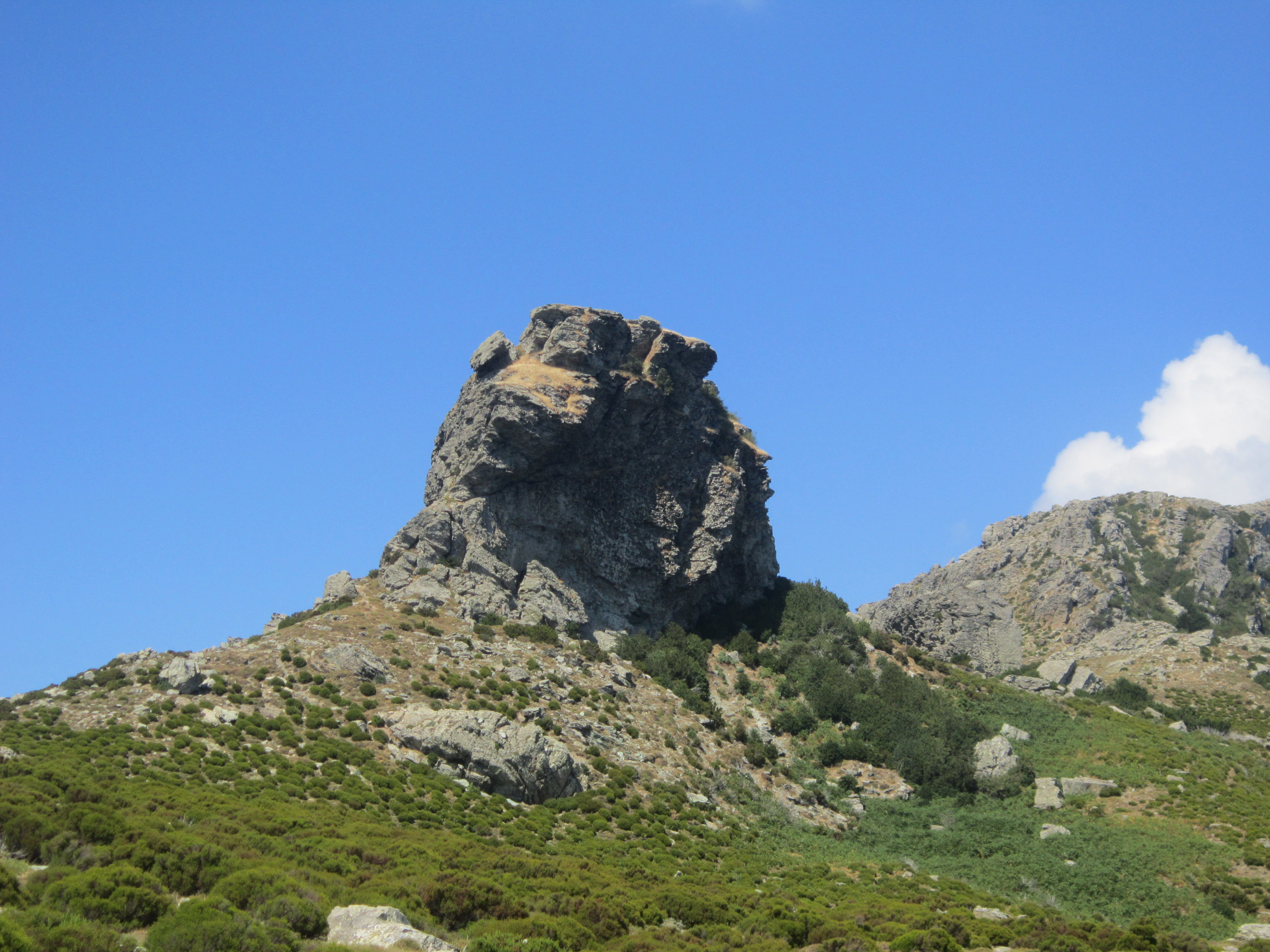
Rocher de Pruberzulu en montant vers Cima di e Follicie
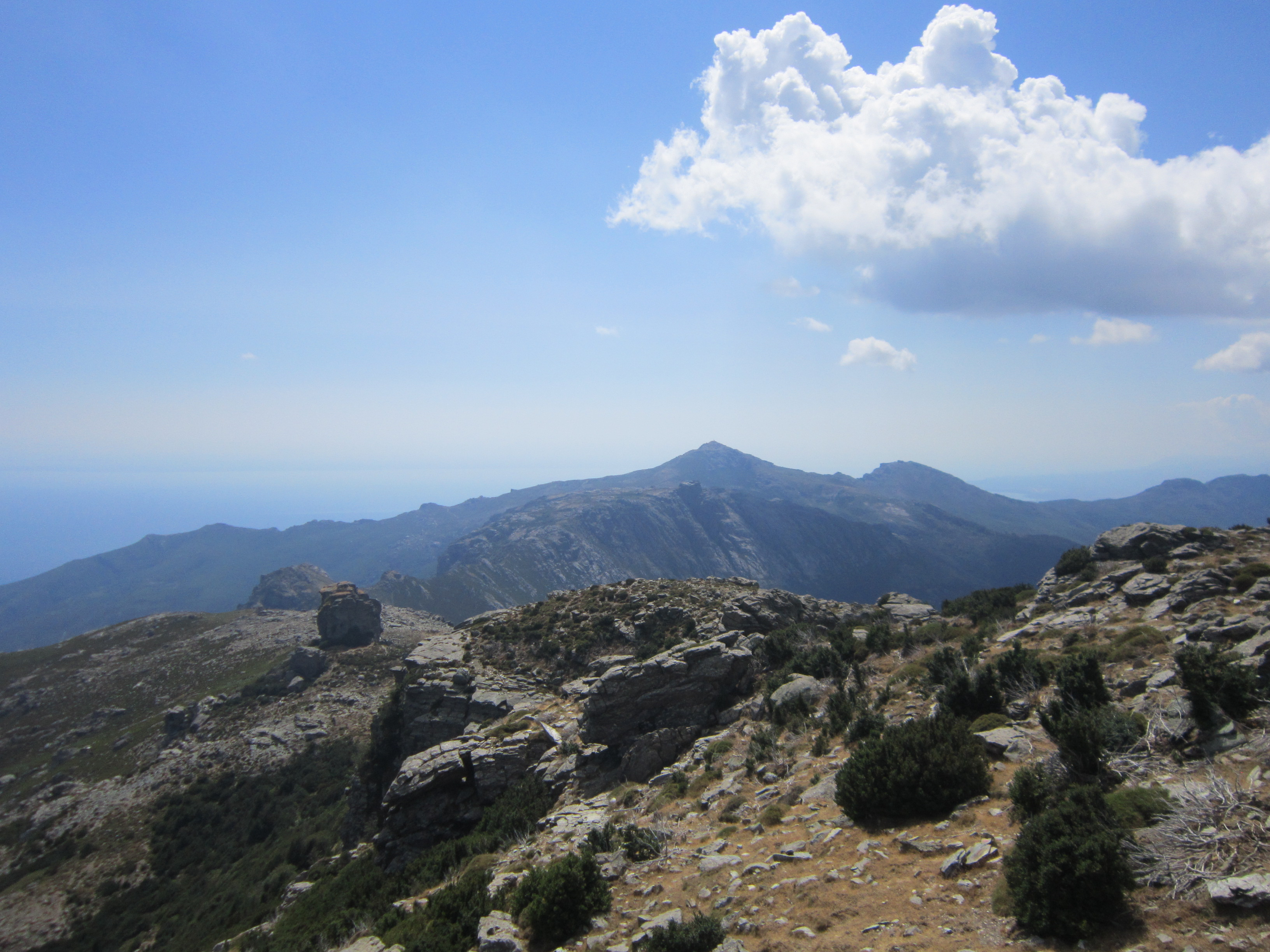
Monte Stello vu de Cima di e Follicie